# استاجلو
اُستاجلو یکی از هفت ایل تُرکمان قزلباش بود که شاه اسماعیل صفوی به یاری آنها با شکست دادن آق‌قویونلوها در تبریز تاج‌گذاری کرد. این ایل در سال ۱۵۱۱ میلادی همراه با شش ایل بزرگ تُرکمان (ایل افشار، ایل شاملو، ایل تکلو، ایل ذوالقدر، ایل روملو و ایل قاجار) از آناتولی عثمانی به ایران آمدند و پایه‌های شاهنشاهی صفوی را بنیاد گذاردند. این هفت ایل مهم‌ترین قبایل قزلباش بوده و همگی از آناتولی و سوریه به ایران آمده بودند. هر دودمان به بخش گوناگونی از ایران مهاجرت کرد و رهبرانشان پس از فتح آن مناطق به حکومت آن دیار منصوب شدند؛ بنابراین استاجلوها در آذربایجان و بخشی در عراق عجم و کرمان اقامت کردند؛ طایفهٔ قهرمانلو در شیروان و ایل شاملو در خراسان اقامت نمود، و ایل تکلو حکمرانی اصفهان، همدان و بخش‌هایی از عراق عجم را گرفت؛ فارس در دست ایل ذوالقدر بود، ایل افشار کهگیلویه و خوزستان را داشت و بغداد در کنترل طایفه ماوشلو قبیله‌ای کوچک‌تر و منشعب از آق‌قویونلو بود. استاجلوها از آغاز دولت صفوی، از جمله طوایف بزرگ قزلباش بود و سرداران مشهوری از این طایفه مشاور شاه اسماعیل یکم در کسب پادشاهی و قدرت رسیدند صفویه بودند که از آن جمله، خان‌محمد استاجلو است. این سردار در سال ۹۱۳ قمری (۱۵۰۷ میلادی) از جانب شاه اسماعیل به حکومت دیاربکر منصوب شد، و در نبردهای متعدد که با علاءالدوله ذوالقدر، کرد، همواره پیروز بود. کار و قدرتش در آن حدود بدانجا رسید که به سلطان سلیم خان پادشاه عثمانی، نامه‌های تهدیدآمیز می‌نوشت. بعد از شاه اسماعیل یکم نفوذ طایفه استاجلو همچنان برقرار بود و در زمان شاه عباس یکم، وی به همیاری سران این طایفه و صوفیان روملو توانست به سلطنت برسد. برخی از سران طایفه استاجلو مثل حسین‌بیگ یوزباشی، در دربار شاه طهماسب صفوی نفوذ زیادی داشتند.
در زمان شاه تهماسب یکم بیشتر مقامات درباری و کشوری و لشکری در اختیار طایفه استاجلو بود و هنگام مرگ شاه تهماسب، هشت تن از بزرگان آن طایفه به اصطلاح زمان صاحب طبل و عَـلَـم، یعنی فرمانده سپاهی مخصوص به خویش بودند و حکومت بیشتر ولایات بزرگ ایران در دست ایشان بود.

## استاجلوها در کشمکش‌های جانشینی شاه طهماسب یکم
در اواخر حکومت شاه طهماسب یکم، سران طایفه استاجلو پس از رویداد قلعه قهقهه با ولیعهدی اسماعیل میرزا (که در سال‌های بعد شاه شد) بسیار مخالفت می‌کردند. استاجلوها حامی حیدر میرزا برای سلطنت بودند.